# DHCPv6
动态主机设定协议v6版本（英語：Dynamic Host Configuration Protocol version 6，缩写：DHCPv6），是一个用来配置工作在IPv6网络上的IPv6主机所需的IP地址、IP前缀和/或其他配置的网络协议。
IPv6主机可以使用無狀態地址自动配置（SLAAC）或DHCPv6来获得IP地址。DHCP倾向于被用在需要集中管理主机的站点，而无状态自动配置不需要任何集中管理，因此后者更多地被用在典型家庭网络这样的场景下。
使用无状态自动配置的IPv6主机可能会需要除了IP地址以外的其他信息。DHCPv6可被用来获取这样的信息，哪怕这些信息对于配置IP地址毫无用处。配置DNS服务器无需使用DHCPv6，它们可以使用无状态自动配置所需的邻居发现协议来进行配置。
IPv6路由器，如家庭路由器，必须在无需人工干预的情况下被自动配置。这样的路由器不仅需要一个IPv6地址用来与上游路由器通信，还需要一个IPv6前缀用来配置下游的设备。DHCPv6 前缀代理提供了配置此类路由器的机制。

## 实现

### 端口号
DHCPv6客户端使用UDP端口号546，服务器使用端口号547。

### DHCP唯一标识符
DHCP唯一标识符（DUID）用于客户端从DHCPv6服务器获得IP地址。最小长度为12个字节（96位），最大长度为20字节（160位）。实际长度取决于其类型。服务器将DUID与其数据库进行比较，并将配置数据（地址、租期、DNS服务器，等等）发送给客户端。DUID的前16位包含了DUID的三种类型之一。剩余的96位取决于DUID类型。

### 举例
本例中，服务器的链路本地地址是fe80::0011:22ff:fe33:5566，客户端的链路本地地址是fe80::aabb:ccff:fedd:eeff。
- DHCPv6客户端从[fe80::aabb:ccff:fedd:eeff]:546发送Solicit至[ff02::1:2]:547。
- DHCPv6服务器从[fe80::0011:22ff:fe33:5566]:547回应一个Advertise给[fe80::aabb:ccff:fedd:eeff]:546。
- DHCPv6客户端从[fe80::aabb:ccff:fedd:eeff]:546回应一个Request给[ff02::1:2]:547。（依照RFC 8415（页面存档备份，存于）的section 14（页面存档备份，存于），所有客户端消息都发送到多播地址)
- DHCPv6服务器以[fe80::0011:22ff:fe33:5566]:547到[fe80::aabb:ccff:fedd:eeff]:546的Reply结束。

## IETF标准
- RFC 3315, "Dynamic Host Configuration Protocol for IPv6 (DHCPv6)"
- RFC 3319, "Dynamic Host Configuration Protocol (DHCPv6) Options for Session Initiation Protocol (SIP) Servers"
- RFC 3633, "IPv6 Prefix Options for Dynamic Host Configuration Protocol (DHCP) version 6"
- RFC 3646, "DNS Configuration options for Dynamic Host Configuration Protocol for IPv6 (DHCPv6)"
- RFC 3736, "Stateless Dynamic Host Configuration Protocol (DHCP) Service for IPv6"
- RFC 5007, "DHCPv6 Leasequery"
- RFC 6221, "Lightweight DHCPv6 Relay Agent"
- RFC 6355, "Definition of the UUID-Based DHCPv6 Unique Identifier (DUID-UUID)"
- RFC 6939, "Client Link-Layer Address Option in DHCPv6"
- RFC 8415, "Dynamic Host Configuration Protocol for IPv6 (DHCPv6)" - Obsoletes RFC 3315, RFC 3633, RFC 3736, RFC 4242, RFC 7083, RFC 7283, RFC 7550.